# Ermittlungen gegen Hernando de Talavera
Im Jahr 1506 stellte Diego Rodríguez Lucero, Inquisitor in Córdoba, mit Zustimmung des Generalinquisitors Diego de Deza Ermittlungen an, um Inquisitionsprozesse gegen den Erzbischof von Granada Hernando de Talavera, Mitglieder seiner Familie und seine Mitarbeiter zu führen. Nach einer Untersuchung der Vorwürfe durch den päpstlichen Nuntius Giovanni Ruffo dei Theodoli (Juan Rufo) wurden die  Beschuldigungen von Papst Julius II. als Verleumdungen zurückgewiesen.

## Vorgeschichte
Im Dezember 1498 wurde Diego de Deza y Tavera von Papst Alexander VI. zum Nachfolger des im September 1498 verstorbenen Tomás de Torquemada zum Generalinquisitor der Spanischen Inquisition ernannt. Diego de Deza war ab 1486 Erzieher des 1497 gestorbenen Kronprinzen Johann und hatte aus dieser Zeit gute Beziehungen zu König Ferdinand. Diego de Deza ernannte am 7. September 1499 Diego Rodríguez Lucero zum Inquisitor in Córdoba. Lucero hatte eine Hochschulausbildung mit Abschlüssen in Rechtswissenschaften und Theologie. Im Lauf der Zeit errichtete er mit seinem Inquisitionstribunal in Córdoba eine Schreckensherrschaft. Er war bestrebt, seine Tätigkeit als Inquisitor auch auf Granada auszudehnen. In den Vereinbarungen über die kampflose Übergabe der Stadt Granada war den Einwohnern 1491 von dem kastilischen Königspaar zugesagt worden, dass sie für die Zeit von 40 Jahren von der Inquisition verschont bleiben sollten, damit sie gut im christlichen Glauben unterrichtet werden konnten. Der Erzbischof von Granada, Hernando de Talavera, verlangte die strikte Einhaltung der der Bevölkerung zugestandenen Rechte und wehrte alle Versuche ab, in Granada ein Inquisitionstribunal dauerhaft einzurichten. Dies und der Widerstand, den Hernando de Talavera der Inquisition bereits früher, als Bischof von Ávila, entgegensetzt hatte, war für Diego Rodríguez Lucero und Diego de Deza ein Zeichen dafür, dass Hernando de Talavera die Conversos unterstützte, die die jüdische Religion im Geheimen praktizierten. Für Diego Rodríguez Lucero war der Erzbischof von Granada ein Anstifter der Juden und Abtrünnigen. Bis zum Tod Königin Isabellas im Jahr 1504 konnte Diego Rodríguez Lucero nichts gegen Hernando de Talavera unternehmen.

## Festnahmen
Im Frühjahr 1506 kamen Beamte des Inquisitionstribunals von Córdoba nach Granada und nahmen, mit der Absicht, das größtmögliche Aufsehen zu erregen, in der Kathedrale, während des Gottesdienstes, den Dekan des Domkapitels Francisco de Herrera, den Neffen des Erzbischofs, und das Personal der Kirche fest. Danach begaben sie sich zu seinem Palast und inhaftierten dort weitere Verwandte. Die Festgenommenen wurden nach Córdoba in das Inquisitionsgefängnis im Alcázar gebracht. Durch Drohung und Folter erreichte Bekenntnisse bewiesen nach Ansicht der Inquisitoren eindeutig, dass das Haus des Erzbischofs eine Synagoge war und dort heimlich jüdische Riten praktiziert wurden und dass es dort Zusammenkünfte gegeben habe, auf denen Vorbereitungen getroffen wurden, um Prediger in das ganze Land zu schicken, um die jüdische Religion zu verbreiten und das Kommen des Elija anzukündigen. An den Treffen hätten auch die Bischöfe von Almería und Jaén mit weiteren Prälaten und Staatsbeamte wie der Sekretär des Königspaares, Fernando de Zafra, teilgenommen. Voraussetzung für die Anklage gegen den Erzbischof vor einem Inquisitionstribunal war die Genehmigung des Papstes. Auf Bitten des Generalinquisitors Diego de Deza beauftragte König Ferdinand am 13. Juni 1506 seinen Botschafter in Rom, Francisco de Rojas, alle notwendigen Formalitäten zu erledigen, um die Zustimmung des Papstes zur Durchführung eines Prozesses zu erhalten.

## Politischer Hintergrund
Die Angelegenheit hatte wohl auch einen politischen Hintergrund.
Talavera hatte sich vor seiner Zeit als Erzbischof von Granada durch seine politischen Aktivitäten politische Gegner geschaffen. Der frühere Beichtvater der Königin Isabella hatte aktiv an der von den Cortes de Toledo 1480 angeordneten Reorganisation des Königreichs mitgewirkt. Durch diese Maßnahmen wurde die hohe Aristokratie Kastiliens gezwungen, die Gunsterweisungen (Lehen, Ländereien, Feudalabgaben), die man dem schwachen Heinrich IV. während des 1464 begonnenen Bürgerkriegs abgenötigt hatte, wieder an die Krone zurückzuerstatten. Es gab gegensätzliche Interessen zwischen den Anhängern König Ferdinands und denen der Königin Isabella in der Außenpolitik. Während die Anhänger Ferdinands, die in Andalusien von Diego de Deza angeführt wurden, sich für eine Ausdehnung im Mittelmeer (Königreich Neapel) einsetzten, wünschten die von Hernando de Talavera und anderen Conversos angeführten Anhänger Isabellas die Abschaffung der Inquisition und die Planung der Ausdehnung im Norden Afrikas. Zu diesen Spannungen kamen nach dem Tod Isabellas 1504 noch die Meinungsverschiedenheiten zwischen den Anhängern Ferdinands und den Anhängern König Philipps, als dieser 1506 die Regierung in Kastilien übernahm. Im Grunde war es ein Kampf zwischen dem Adel und der Krone um den Einfluss in der Regierung, die Kontrolle der städtischen Ämter und darum, die zunehmende Macht der Inquisition zu bremsen.

## Widerstand
Ende April 1506 traf das neue kastilische Königspaar Johanna und Philipp in Kastilien ein und übernahm jetzt selbst die Herrschaft, die bisher in ihrem Namen von König Ferdinand ausgeübt wurde. König Philipp schickte eine Verfügung an den Generalinquisitor Diego de Deza, in der er anordnete, dass bis auf Weiteres alle inquisitorischen Amtstätigkeiten einzustellen seien. Durch den Bischof von Burgos, Pascual de Ampudia, der sich in Rom aufhielt, wurde der Papst über die komplizierte Situation informiert und gebeten, den Prozess gegen den Erzbischof nicht den Inquisitoren zu überlassen, sondern an sich zu ziehen und sich alle Entscheidungen persönlich vorzubehalten. Das Domkapitel der Kathedrale von Granada richtete, durch den Leiter der Domschule, ein Verteidigungsschreiben zugunsten des Beschuldigten an den Papst. Auch der Erzbischof von Toledo und weitere Bischöfe setzten sich für Hernando de Talavera ein.
In der Bulle „Exponi nobis“ vom 30. November 1506 beklagt Papst Julius II., dass auf verschiedene Art versucht würde, das Wirken des ehrwürdigen Bruders Hernando für den Glauben und die Religion sowie seine heilige und rechtschaffene Lebensführung durch falsche Zeugenaussagen und Verleumdungen zu beflecken, und man seine schon recht alte Schwester und seine Neffen und einige Diener und Mitarbeiter eingesperrt habe. Papst Julius II. beauftragte seinen Nuntius in Spanien, Giovanni Ruffo dei Theodoli (Juan Rufo), ihm mehr Informationen zu der Angelegenheit zu beschaffen.
Der Nuntius sammelte positive Berichte u. a. von den verschiedenen Domkapiteln und dem Generalkapitän von Granada Íñigo López de Mendoza y Quiñones. Besonders der frühere Hofkaplan der Königin Isabella, Petrus Martyr von Anghiera, setzte sich mit Nachdruck für Hernando de Talavera ein. Die Informationen, die der Nuntius an Julius II. übermittelte, wurden in Anwesenheit des Papstes, des Bischofs von Burgos sowie vieler Kardinäle und Prälaten verlesen. Julius II. ordnete an, dass die Angehörigen und Mitarbeiter des Erzbischofs ohne Verzögerung freizulassen seien. Hernando de Talavera starb am 14. Mai 1507, kurz nachdem er von der Entscheidung des Papstes informiert worden war.
Am 19. April 1507 entließ Julius II. Diego de Deza aus dem Amt des Generalinquisitors, nachdem der im März 1507 darauf verzichtet hatte. Er blieb bis zu seinem Tod im Jahr 1523 Erzbischof von Sevilla. Diego Rodríguez Lucero wurde im Rahmen der Untersuchung seines Vorgehens als Inquisitor in Córdoba zeitweise inhaftiert. Er verlor sein Amt als Inquisitor, arbeitete aber als Mitglied des Domkapitels von Sevilla mit dem dortigen Bischof, Diego de Deza, eng zusammen. Mit einem Breve vom 5. Juni 1507 ernannte Papst Julius II. den im Mai zum Kardinal erhobenen Erzbischof von Toledo, Francisco Jiménez de Cisneros, zum Generalinquisitor in den Reichen der Krone von Kastilien.